# Anacleto González Flores
Anacleto González Flores (Tepatitlán, 7 oktober 1895 - Guadalajara, 1 april 1927) was een Mexicaans zalige.
González Flores was afkomstig uit een katholieke familie uit de staat Jalisco. Hij volgde een opleiding aan de Vrije Rechtsschool en sloot zich aan bij de Nationale Katholieke Partij (PCN) in 1913. In 1914 was hij in Guadalajara toen deze stad werd ingenomen door de revolutionairen van Álvaro Obregón, die kerkelijke instellingen liet sluiten omdat de geestelijkheid de dictatuur van Victoriano Huerta had ondersteund. González Flores werd actief in verschillende organisaties die zich verzetten tegen de antiklerikale politiek van de postrevolutionaire Mexicaanse regering, waaronder de Mexicaanse Katholieke Jeugd en de Nationale Liga ter Verdediging van de Godsdienstvrijheid (LNDLR).
Bij het uitbreken van de Cristero-oorlog veroordeelde González Flores het gewapend verzet, en betoogde hij dat de Mexicaanse regering alleen op vreedzame wijze mocht worden bestreden. Op 31 maart werd hij door de autoriteiten gearresteerd en gemarteld in de hoop dat hij informatie zou kunnen geven over Cristero-leiders. Een dag later werd hij geëxecuteerd; de soldaten die moesten fusilleren weigerden hem dood te schieten, wetende dat hij niets met de Cristero's te maken had, zodat de officier hem zelf neer moest steken.
In 2005 werd hij door paus Benedictus XVI in Rome zalig verklaard, samen met twee andere slachtoffers van de Mexicaanse Revolutie.